# 630-е годы
630-е (шестьсо́т тридца́тые) го́ды по юлианскому календарю — промежуток времени с 1 января 630 года по 31 декабря 639 года, включающий 630 год 3-го десятилетия   и с 631 по 639 годы    4-го десятилетия VII века 1-го тысячелетия.  Они закончились 1386 лет назад.

## Важнейшие события
- Завоевание Мекки (630). Арабский халифат (632—1258). Праведный халифат (632—661). Арабское завоевание Персии (633—654).
- Великая Болгария (632 — ок. 671; Кубрат).
- папа Гонорий I предоставил самостоятельность епископствам Кентербери и Йорка.
- поселение сербов на Балканах.
- разрушение арабами города Адулис (Эфиопия).
- Конец 630-х годов — походы Сронцзан-гамбо на тогонцев. Столкновение Тибета с Китаем.

## Скончались
- 8 июня 632 — Мухаммед, арабский проповедник единобожия и пророк ислама, центральная (после единого Бога) фигура этой религии.